# Jefferson Alves de Campos
Jefferson Alves de Campos (Ourinhos, 26 de outubro de 1964) é um pastor evangélico e político brasileiro, filiado ao Partido Liberal (PL).

## Carreira Politica
Jefferson Campos é advogado, pastor e vice-presidente da Igreja do Evangelho Quadrangular no Brasil, ingressou na Faculdade de Direito de Sorocaba FADI em 1989, concluindo seu curso em 1994.
Foi vereador por Sorocaba (1996-2002), Acabou concorrendo e ganhando como Deputado Federal por São Paulo (2002-2005) pelo PSB com aproximadamente 153 mil votos com o apoio da Igreja do Evangelho Quadrangular. 
Em 2005, o deputado filiou-se ao PTB, partido pelo qual voltou à Câmara dos Deputados em 07 de maio de 2008, assumindo o mandato deixado por Ricardo Izar, em virtude de seu falecimento, participando da legislatura 2006-2010
Sendo reeleito pelo PSB para seu terceiro mandato legislativo (2011-2014) na Câmara dos Deputados com mais de 116 mil votos. 
No fim de 2011 filiou-se ao PSD. onde foi re-eleito, aonde em 2018 se filiou ao PSB para disputar a eleição onde acabou se re-elegendo novamente, foi eleito em 2022 pelo PL.

### 55ª Legislatura
Votou a favor do Processo de impeachment de Dilma Rousseff. Já durante o Governo Michel Temer, votou a favor da PEC do Teto dos Gastos Públicos. Em abril de 2017 foi favorável à Reforma Trabalhista.  Em agosto de 2017 votou a favor do processo em que se pedia abertura de investigação do então presidente Michel Temer.

## Controvérsias

### Teoria da Criação
Como vereador, promoveu a Lei n° 5.921 que dispunha sobre a inclusão da Teoria da Criação no curriculum escolar do ensino fundamental e de 2° grau da rede municipal local. 

### Processo de Improbidade Administrativa
Em 2007, Jefferson foi acusado de improbidade administrativa pelo Ministério Público de São Paulo. A ação corre na 1ª Vara Federal de Santos.

### Escândalo dos Sanguessugas
Em 2006 teve seu nome envolvido no Escândalo dos Sanguessugas, sendo acusado de receber propina dos Vedoin. Foi liberado pela CPI junto com outros 18 parlamentes, por falta de provas, mas ainda está sendo julgado no Tribunal Regional Federal pelos crimes de fraude em licitações, corrupção passiva e formação de quadrilha. Em dezembro de 2014 foi absolvido por unanimidade pelo Supremo Tribunal Federal

## Desempenho em eleições
| Ano  | Eleição               | Coligação           | Partido | Candidato a      | Votos         | Votos em Sorocaba | Resultado  |
| ---- | --------------------- | ------------------- | ------- | ---------------- | ------------- | ----------------- | ---------- |
| 1996 | Municipal de Sorocaba | PDT                 | PDT     | Vereador         | —             | 1.605 (15º)       | Eleito     |
| 2000 | Municipal de Sorocaba | PDT                 | PDT     | Vereador         | —             | 2.671 (15º)       | Não Eleito |
| 2002 | Estadual de São Paulo | PSB                 | PSB     | Deputado Federal | 153.622 (25º) | 10.245 (4º)       | Eleito     |
| 2006 | Estadual de São Paulo | PTB                 | PTB     | Deputado Federal | 92.246 (58º)  | 5.118 (7º)        | Suplente   |
| 2010 | Estadual de São Paulo | PSL, PSB            | PSB     | Deputado Federal | 116.317 (50º) | 8.421 (7º)        | Eleito     |
| 2014 | Estadual de São Paulo | PMDB, PROS, PP, PSD | PSD     | Deputado Federal | 161.790 (25º) | 10.449 (5º)       | Eleito     |
| 2018 | Estadual de São Paulo | PSB, PSC, PPS, PTB  | PSB     | Deputado Federal | 99.974 (41º)  | 9.026 (7º)        | Eleito     |
| 2022 | Estadual de São Paulo | PL                  | PL      | Deputado Federal | 155.336       |                   | Eleito     |